# Molly Irvine
Molly Irvine (* 1998 oder 1999), auch bekannt unter ihrem Künstlernamen Moli, ist eine in Deutschland wirkende belgische Musikerin und Songwriterin.

## Leben
Molly Irvine wurde 1998 oder 1999 als Tochter einer britischen Mutter und eines südafrikanischen Vaters geboren. Sie wuchs in der belgischen Kleinstadt La Hulpe, circa 20 km südöstlich von Brüssel, auf. In ihrer Kindheit nahm sie Violinunterricht und probierte sich unter anderem im Chor und als Musicaldarstellerin aus. Mit 15 Jahren wurde sie von ihrem zukünftigen Manager auf SoundCloud entdeckt. So zog sie mit 18 Jahren nach dem Schulabschluss nach Berlin, um sich zunächst mindestens ein Jahr an einer Musikkarriere zu versuchen, dabei ist sie schließlich geblieben. Im Jahr 2018 erschien ihre Debüt-EP Résumé über Majestic Casual Records. Zwei Jahre später folgte das Debütalbum On the Weekend. 2021 erschien das zweite Album Préface über Embassy of Music.
Irvine lebt in Berlin. Sie bezeichnet die Stadt als größte Inspirationsquelle für ihre Musik.

## Diskografie
Studioalben
- 2020: On the Weekend (Selbstverlag)
- 2021: Préface (Embassy of Music)

EPs
- 2018: Résumé

Singles
- 2020: Something I Said
- 2022: Crying in the Swimming Pool
- 2022: Fool Again (Moli's Version)
- 2023: Bring on the Rain

Autorenbeteiligungen in den Charts
| Jahr | Titel Interpretation                                   | Höchstplatzierung, Gesamtwochen, AuszeichnungChartplatzierungen (Jahr, Titel, Interpretation, Platzierungen, Wochen, Auszeichnungen, Anmerkungen) | Höchstplatzierung, Gesamtwochen, AuszeichnungChartplatzierungen (Jahr, Titel, Interpretation, Platzierungen, Wochen, Auszeichnungen, Anmerkungen) | Höchstplatzierung, Gesamtwochen, AuszeichnungChartplatzierungen (Jahr, Titel, Interpretation, Platzierungen, Wochen, Auszeichnungen, Anmerkungen) | Höchstplatzierung, Gesamtwochen, AuszeichnungChartplatzierungen (Jahr, Titel, Interpretation, Platzierungen, Wochen, Auszeichnungen, Anmerkungen) | Höchstplatzierung, Gesamtwochen, AuszeichnungChartplatzierungen (Jahr, Titel, Interpretation, Platzierungen, Wochen, Auszeichnungen, Anmerkungen) | Anmerkungen                             |
| Jahr | Titel Interpretation                                   | DE | AT | CH | UK | US | Anmerkungen                             |
| ---- | ------------------------------------------------------ | --- | --- | --- | --- | --- | --------------------------------------- |
| 2019 | Breaking Me Topic feat A7S                             | DE3 ×2Doppelplatin · (76 Wo.)DE | AT2 ×3Dreifachplatin · (63 Wo.)AT | CH4 (80 Wo.)CH | UK3 ×2Doppelplatin · (34 Wo.)UK | US53 Platin · (13 Wo.)US | Erstveröffentlichung: 19. Dezember 2019 |
| 2020 | Love to Go Lost Frequencies, Zonderling & Kelvin Jones | DE58 Gold · (13 Wo.)DE | AT52 (8 Wo.)AT | CH56 (2 Wo.)CH | — | — | Erstveröffentlichung: 17. April 2020    |
| 2023 | Weekends Jonas Blue & Felix Jaehn                      | DE51 (21 Wo.)DE | — | — | — | — | Erstveröffentlichung: 3. Februar 2023   |